# Miguel Antonio Otero senior

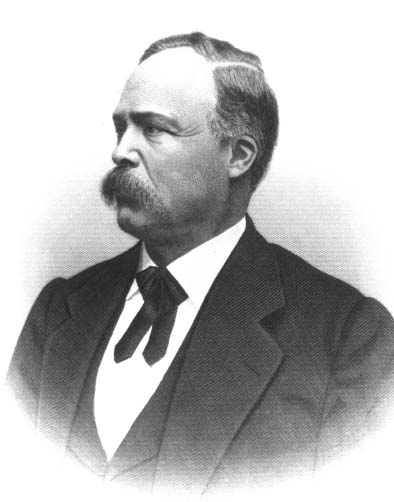
Miguel Antonio Otero senior

Miguel Antonio Otero (* 21. Juni 1829 in Valencia, Mexiko; † 30. Mai 1882 in Las Vegas, New Mexico) war ein US-amerikanischer Politiker. Zwischen 1856 und 1862 vertrat er das New-Mexico-Territorium als Delegierter im US-Repräsentantenhaus.

## Frühe Jahre und politischer Aufstieg
Miguel Otero besuchte private und öffentliche Schulen seiner Heimat und die Saint Louis University in Missouri sowie im Anschluss noch das Pingree’s College in Fishkill (New York). Nach einem Jurastudium wurde er 1851 als Rechtsanwalt zugelassen. Daraufhin begann er in Albuquerque in seinem neuen Beruf zu arbeiten. Politisch schloss er sich der Demokratischen Partei an und wurde Privatsekretär von Territorialgouverneur William Carr Lane. Von 1852 bis 1854 war er Abgeordneter im territorialen Repräsentantenhaus von New Mexico. Im Jahr 1854 wurde er Attorney General vom New-Mexico-Territorium – ein Posten, welchen er zwei Jahre lang innehatte.

## Delegierter im Kongress
Bei den Kongresswahlen des Jahres 1854 unterlag er José Manuel Gallegos. Otero legte aber gegen das Wahlergebnis Widerspruch ein. Nachdem dem Protest stattgegeben worden war, konnte er am 23. Juli 1856 dessen Delegiertensitz im US-Repräsentantenhaus übernehmen. Nach zwei Wiederwahlen in den Jahren 1856 und 1858 verblieb Otero bis zum 3. März 1861 im Kongress. Dort setzte er sich unter anderem für den Ausbau der Eisenbahnen ein. Im Jahr 1860 kandidierte er nicht mehr.

## Weiterer Lebenslauf
Im Jahr 1860 war Otero Delegierter auf der Democratic National Convention in Charleston. Zwischen 1861 und 1862 war er als Secretary of State geschäftsführender Beamter im New-Mexico-Territorium. Zuvor hatte er ein Angebot von Präsident Abraham Lincoln abgelehnt, der ihn zum Botschafter in Spanien ernennen wollte. In den folgenden Jahren bis 1877 war Otero als Geschäftsmann in verschiedenen Städten im Westen der Vereinigten Staaten unterwegs. Er war weiterhin am Eisenbahnbau interessiert und engagierte sich im Bankgeschäft. Im Jahr 1880 kandidierte er erfolglos für eine Rückkehr in den Kongress.
Miguel Otero starb im Mai 1882 in Las Vegas (New Mexico) und wurde in Denver beigesetzt. Sein Sohn Miguel war zwischen 1897 und 1906 Gouverneur des New-Mexico-Territoriums; sein Neffe Mariano war von 1879 bis 1881 ebenfalls Kongressdelegierter dieses Territoriums.